# ROT13

ROT13 ("xoay theo 13 vị trí", đôi khi được gạch nối ROT-13) là một mật mã thay thế chữ cái đơn giản thay thế một chữ cái bằng chữ cái thứ 13 sau nó trong bảng chữ cái. ROT13 là một trường hợp đặc biệt của mật mã Caesar được phát triển ở La Mã cổ đại.
Bởi vì có 26 chữ cái (2 × 13) trong bảng chữ cái Latinh cơ bản, ROT13 là nghịch đảo của chính nó; nghĩa là, để hoàn tác ROT13, cùng một thuật toán được áp dụng, do đó, hành động tương tự có thể được sử dụng để mã hóa và giải mã. Thuật toán hầu như không cung cấp bảo mật mật mã và thường được coi là một ví dụ điển hình về mã hóa yếu.
ROT13 được sử dụng trong các diễn đàn trực tuyến như một phương tiện để che giấu những kẻ phá hoại, đường đột, giải câu đố và các tài liệu gây khó chịu khỏi cái nhìn thông thường. ROT13 đã truyền cảm hứng cho nhiều loại trò chơi chữ và chữ trực tuyến, và thường xuyên được nhắc đến trong các cuộc trò chuyện nhóm tin tức.